# Isistius labialis
El tollo cigarro chino (Isistius labialis) es una especie de escualiforme de la familia Dalatiidae, que habita en el mar de la China meridional a profundidades de hasta 520 m. Su nombre proviene de su forma de alimentarse, pues con frecuencia deja marcas como de quemaduras de cigarro en la piel de grandes mamíferos marinos y otros tiburones.
Su reproducción es ovovivípara.